# Europees kampioenschap voetbal onder 18 - 1997 (kwalificatie)
De kwalificatie voor het Europees kampioenschap voetbal voor mannen onder 18 jaar van 1997 werd gespeeld tussen 2 september 1996 en 20 mei 1997. Er zouden in totaal zeven landen kwalificeren voor het eindtoernooi dat in juli 1997 heeft plaatsgevonden in IJsland. Het gastland hoefde geen kwalificatiewedstrijden te spelen, maar was automatisch gekwalificeerd. In totaal deden er 46 landen van de UEFA mee.

## Gekwalificeerde landen
| # | Land        | Gekwalificeerd als    |
| - | ----------- | --------------------- |
| 1 | IJsland     | Gastland              |
| 2 | Frankrijk   | Winnaars tweede ronde |
| 3 | Ierland     | Winnaars tweede ronde |
| 4 | Portugal    | Winnaars tweede ronde |
| 5 | Zwitserland | Winnaars tweede ronde |
| 6 | Spanje      | Winnaars tweede ronde |
| 7 | Israël      | Winnaars tweede ronde |
| 8 | Hongarije   | Winnaars tweede ronde |

## Eerste ronde

### Groep 1
De wedstrijden werden gespeeld tussen 15 en 19 oktober 1996 in Nederland.
| Pos | Team      | Wed | W | G | V | Ptn | DV | DT | +/− | Kwalificatie                    |   | NED | LTU | SCO | WAL |
| --- | --------- | --- | - | - | - | --- | -- | -- | --- | ------------------------------- | - | --- | --- | --- | --- |
| 1   | Nederland | 3   | 3 | 0 | 0 | 9   | 6  | 1  | +5  | Geplaatst voor de tweede ronde. |   | —   | 2–0 | 2–1 | 2–0 |
| 2   | Litouwen  | 3   | 1 | 1 | 1 | 4   | 5  | 5  | 0   |                                 |   | —   | —   | 1–1 | 4–2 |
| 3   | Schotland | 3   | 1 | 1 | 1 | 4   | 4  | 4  | 0   |                                 | — | —   | —   | 2–1 |     |
| 4   | Wales     | 3   | 0 | 0 | 3 | 0   | 3  | 8  | −5  |                                 | — | —   | —   | —   |     |

### Groep 2
De wedstrijden werden gespeeld tussen 7 en 11 oktober 1996 in Zweden.
| Pos | Team      | Wed | W | G | V | Ptn | DV | DT | +/− | Kwalificatie                    |   | FRA | SWE | LAT | FAR |
| --- | --------- | --- | - | - | - | --- | -- | -- | --- | ------------------------------- | - | --- | --- | --- | --- |
| 1   | Frankrijk | 3   | 2 | 1 | 0 | 7   | 8  | 1  | +7  | Geplaatst voor de tweede ronde. |   | —   | 1–1 | 5–0 | 2–0 |
| 2   | Zweden    | 3   | 2 | 1 | 0 | 7   | 7  | 1  | +6  |                                 |   | —   | —   | 1–0 | 5–0 |
| 3   | Letland   | 3   | 1 | 0 | 2 | 3   | 2  | 7  | −5  |                                 | — | —   | —   | 2–1 |     |
| 4   | Faeröer   | 3   | 0 | 0 | 3 | 0   | 1  | 9  | −8  |                                 | — | —   | —   | —   |     |

### Groep 3
De wedstrijden werden gespeeld tussen 2 en 6 september 1996 in Noorwegen.
| Pos | Team        | Wed | W | G | V | Ptn | DV | DT | +/− | Kwalificatie                    |   | NOR | BLR | EST |
| --- | ----------- | --- | - | - | - | --- | -- | -- | --- | ------------------------------- | - | --- | --- | --- |
| 1   | Noorwegen   | 2   | 2 | 0 | 0 | 6   | 5  | 1  | +4  | Geplaatst voor de tweede ronde. |   | —   | 2–1 | 3–0 |
| 2   | Wit-Rusland | 2   | 1 | 0 | 1 | 3   | 5  | 2  | +3  |                                 |   | —   | —   | 4–0 |
| 3   | Estland     | 2   | 0 | 0 | 2 | 0   | 0  | 7  | −7  |                                 | — | —   | —   |     |

### Groep 4
De wedstrijden werden gespeeld tussen 22 oktober en 26 oktober 1996 in Ierland.
| Pos | Team       | Wed | W | G | V | Ptn | DV | DT | +/− | Kwalificatie                    |   | IRL | DEN | POL |
| --- | ---------- | --- | - | - | - | --- | -- | -- | --- | ------------------------------- | - | --- | --- | --- |
| 1   | Ierland    | 2   | 0 | 2 | 0 | 2   | 3  | 3  | 0   | Geplaatst voor de tweede ronde. |   | —   | 2–2 | 1–1 |
| 2   | Denemarken | 2   | 0 | 2 | 0 | 2   | 3  | 3  | 0   |                                 |   | —   | —   | 1–1 |
| 3   | Polen      | 2   | 0 | 2 | 0 | 2   | 2  | 2  | 0   |                                 | — | —   | —   |     |

### Groep 5
De wedstrijden werden gespeeld tussen 9 en 13 oktober in Engeland.
| Pos | Team          | Wed | W | G | V | Ptn | DV | DT | +/− | Kwalificatie                    |   | ENG | FIN | NIR |
| --- | ------------- | --- | - | - | - | --- | -- | -- | --- | ------------------------------- | - | --- | --- | --- |
| 1   | Engeland      | 2   | 2 | 0 | 0 | 6   | 5  | 0  | +5  | Geplaatst voor de tweede ronde. |   | —   | 1–0 | 4–0 |
| 2   | Finland       | 2   | 1 | 0 | 1 | 3   | 2  | 1  | +1  |                                 |   | —   | —   | 2–0 |
| 3   | Noord-Ierland | 2   | 0 | 0 | 2 | 0   | 0  | 6  | −6  |                                 | — | —   | —   |     |

### Groep 6
De wedstrijden werden gespeeld tussen 4 september en 28 november 1996.
| Pos | Team      | Wed | W | G | V | Ptn | DV | DT | +/− | Kwalificatie                    |     | POR | GER | TUR | BEL |
| --- | --------- | --- | - | - | - | --- | -- | -- | --- | ------------------------------- | --- | --- | --- | --- | --- |
| 1   | Portugal  | 6   | 4 | 0 | 2 | 12  | 19 | 8  | +11 | Geplaatst voor de tweede ronde. |     | —   | 5–1 | 5–0 | 4–2 |
| 2   | Duitsland | 6   | 4 | 0 | 2 | 12  | 13 | 12 | +1  |                                 |     | 2–1 | —   | 2–4 | 4–1 |
| 3   | Turkije   | 6   | 4 | 0 | 2 | 12  | 12 | 13 | −1  |                                 | 2–1 | 0–2 | —   | 5–3 |     |
| 4   | België    | 6   | 0 | 0 | 6 | 0   | 8  | 19 | −11 |                                 | 1–3 | 1–2 | 0–1 | —   |     |

### Groep 7
De wedstrijden werden gespeeld tussen 25 september en 29 september 1996 in Slowakije.
| Pos | Team            | Wed | W | G | V | Ptn | DV | DT | +/− | Kwalificatie                    |   | CRO | SVK | MKD |
| --- | --------------- | --- | - | - | - | --- | -- | -- | --- | ------------------------------- | - | --- | --- | --- |
| 1   | Kroatië         | 2   | 2 | 0 | 0 | 6   | 7  | 0  | +7  | Geplaatst voor de tweede ronde. |   | —   | 4–0 | 3–0 |
| 2   | Slowakije       | 2   | 1 | 0 | 1 | 3   | 2  | 4  | −2  |                                 |   | —   | —   | 2–0 |
| 3   | Noord-Macedonië | 2   | 0 | 0 | 2 | 0   | 0  | 5  | −5  |                                 | — | —   | —   |     |

### Groep 8
De wedstrijden werden gespeeld tussen 30 september en 4 oktober 1996 in Zwitserland.
| Pos | Team         | Wed | W | G | V | Ptn | DV | DT | +/− | Kwalificatie                    |   | SUI | AZE | AUT |
| --- | ------------ | --- | - | - | - | --- | -- | -- | --- | ------------------------------- | - | --- | --- | --- |
| 1   | Zwitserland  | 2   | 1 | 1 | 0 | 4   | 3  | 2  | +1  | Geplaatst voor de tweede ronde. |   | —   | 1–0 | 2–2 |
| 2   | Azerbeidzjan | 2   | 1 | 0 | 1 | 3   | 1  | 1  | 0   |                                 |   | —   | —   | 1–0 |
| 3   | Oostenrijk   | 2   | 0 | 1 | 1 | 1   | 2  | 3  | −1  |                                 | — | —   | —   |     |

### Groep 9
De wedstrijden werden gespeeld tussen 12 en 16 november 1996 in Luxemburg.
| Pos | Team      | Wed | W | G | V | Ptn | DV | DT | +/− | Kwalificatie                    |   | CZE | MLT | LUX |
| --- | --------- | --- | - | - | - | --- | -- | -- | --- | ------------------------------- | - | --- | --- | --- |
| 1   | Tsjechië  | 2   | 2 | 0 | 0 | 6   | 10 | 1  | +9  | Geplaatst voor de tweede ronde. |   | —   | 6–0 | 4–1 |
| 2   | Malta     | 2   | 1 | 0 | 1 | 3   | 3  | 6  | −3  |                                 |   | —   | —   | 3–0 |
| 3   | Luxemburg | 2   | 0 | 0 | 2 | 0   | 1  | 7  | −6  |                                 | — | —   | —   |     |

### Groep 10
De wedstrijden werden gespeeld tussen 18 en 22 november 1996 in Spanje.
| Pos | Team     | Wed | W | G | V | Ptn | DV | DT | +/− | Kwalificatie                    |   | ESP | SLO | ALB |
| --- | -------- | --- | - | - | - | --- | -- | -- | --- | ------------------------------- | - | --- | --- | --- |
| 1   | Spanje   | 2   | 2 | 0 | 0 | 6   | 6  | 1  | +5  | Geplaatst voor de tweede ronde. |   | —   | 2–0 | 4–1 |
| 2   | Slovenië | 2   | 0 | 1 | 1 | 1   | 0  | 2  | −2  |                                 |   | —   | —   | 0–0 |
| 3   | Albanië  | 2   | 0 | 1 | 1 | 1   | 1  | 4  | −3  |                                 | — | —   | —   |     |

### Groep 11
De wedstrijden werden gespeeld tussen 22 oktober en 26 oktober in Roemenië.
| Pos | Team     | Wed | W | G | V | Ptn | DV | DT | +/− | Kwalificatie                    |   | ISR | ROU | UKR | MDA |
| --- | -------- | --- | - | - | - | --- | -- | -- | --- | ------------------------------- | - | --- | --- | --- | --- |
| 1   | Israël   | 3   | 3 | 0 | 0 | 9   | 6  | 3  | +3  | Geplaatst voor de tweede ronde. |   | —   | 2–1 | 2–1 | 2–1 |
| 2   | Roemenië | 3   | 2 | 0 | 1 | 6   | 8  | 3  | +5  |                                 |   | —   | —   | 2–1 | 5–0 |
| 3   | Oekraïne | 3   | 1 | 0 | 2 | 3   | 4  | 5  | −1  |                                 | — | —   | —   | 2–1 |     |
| 4   | Moldavië | 3   | 0 | 0 | 3 | 0   | 2  | 9  | −7  |                                 | — | —   | —   | —   |     |

### Groep 12
De wedstrijden werden gespeeld tussen 18 september en 27 november 1996.
| Pos | Team        | Wed | W | G | V | Ptn | DV | DT | +/− | Kwalificatie                    |     | YUG | ITA | GRE |
| --- | ----------- | --- | - | - | - | --- | -- | -- | --- | ------------------------------- | --- | --- | --- | --- |
| 1   | Joegoslavië | 4   | 2 | 1 | 1 | 7   | 8  | 3  | +5  | Geplaatst voor de tweede ronde. |     | —   | 2–1 | 0–1 |
| 2   | Italië      | 4   | 1 | 2 | 1 | 5   | 4  | 3  | +1  |                                 |     | 1–1 | —   | 2–0 |
| 3   | Griekenland | 4   | 1 | 1 | 2 | 4   | 1  | 7  | −6  |                                 | 0–5 | 0–0 | —   |     |

### Groep 13
De wedstrijden werden gespeeld tussen 21 en 25 oktober 1996 in Cyprus.
| Pos | Team      | Wed | W | G | V | Ptn | DV | DT | +/− | Kwalificatie                    |   | HUN | RUS | CYP |
| --- | --------- | --- | - | - | - | --- | -- | -- | --- | ------------------------------- | - | --- | --- | --- |
| 1   | Hongarije | 2   | 1 | 1 | 0 | 4   | 3  | 1  | +2  | Geplaatst voor de tweede ronde. |   | —   | 1–1 | 2–0 |
| 2   | Rusland   | 2   | 1 | 1 | 0 | 4   | 2  | 1  | +1  |                                 |   | —   | —   | 1–0 |
| 3   | Cyprus    | 2   | 0 | 0 | 2 | 0   | 0  | 3  | −3  |                                 | — | —   | —   |     |

### Groep 14
De wedstrijden werden gespeeld tussen 15 en 19 oktober 1996 in Bulgarije.
| Pos | Team      | Wed | W | G | V | Ptn | DV | DT | +/− | Kwalificatie                    |   | BUL | GEO | ARM |
| --- | --------- | --- | - | - | - | --- | -- | -- | --- | ------------------------------- | - | --- | --- | --- |
| 1   | Bulgarije | 2   | 1 | 1 | 0 | 4   | 10 | 2  | +8  | Geplaatst voor de tweede ronde. |   | —   | 2–2 | 8–0 |
| 2   | Georgië   | 2   | 0 | 2 | 0 | 2   | 4  | 4  | 0   |                                 |   | —   | —   | 2–2 |
| 3   | Armenië   | 2   | 0 | 1 | 1 | 1   | 2  | 10 | −8  |                                 | — | —   | —   |     |

## Tweede ronde
De wedstrijden vonden plaats tussen 26 maart en 20 mei 1997.
| Groep   | Team 1      | Totaal | Team 2      | 1e wedstrijd | 2e wedstrijd |
| ------- | ----------- | ------ | ----------- | ------------ | ------------ |
| Groep 1 | Frankrijk   | 6–0    | Nederland   | 3–0          | 3–0          |
| Groep 2 | Ierland     | 5–1    | Noorwegen   | 2–1          | 3–0          |
| Groep 3 | Portugal    | 4–2    | Engeland    | 1–2          | 3–0          |
| Groep 4 | Zwitserland | 1–0    | Kroatië     | 1–0          | 0–0          |
| Groep 5 | Spanje      | 2–1    | Tsjechië    | 2–1          | 0–0          |
| Groep 6 | Israël      | 4–3    | Joegoslavië | 2–3          | 2–0          |
| Groep 7 | Hongarije   | 4–1    | Bulgarije   | 1–0          | 3–1          |